# Sabadeño
El sabadeño es un tipo de chorizo, elaborado en el Castilla la Vieja, para el que se utilizan trozos de carne de menor calidad del cerdo, así como despojos.

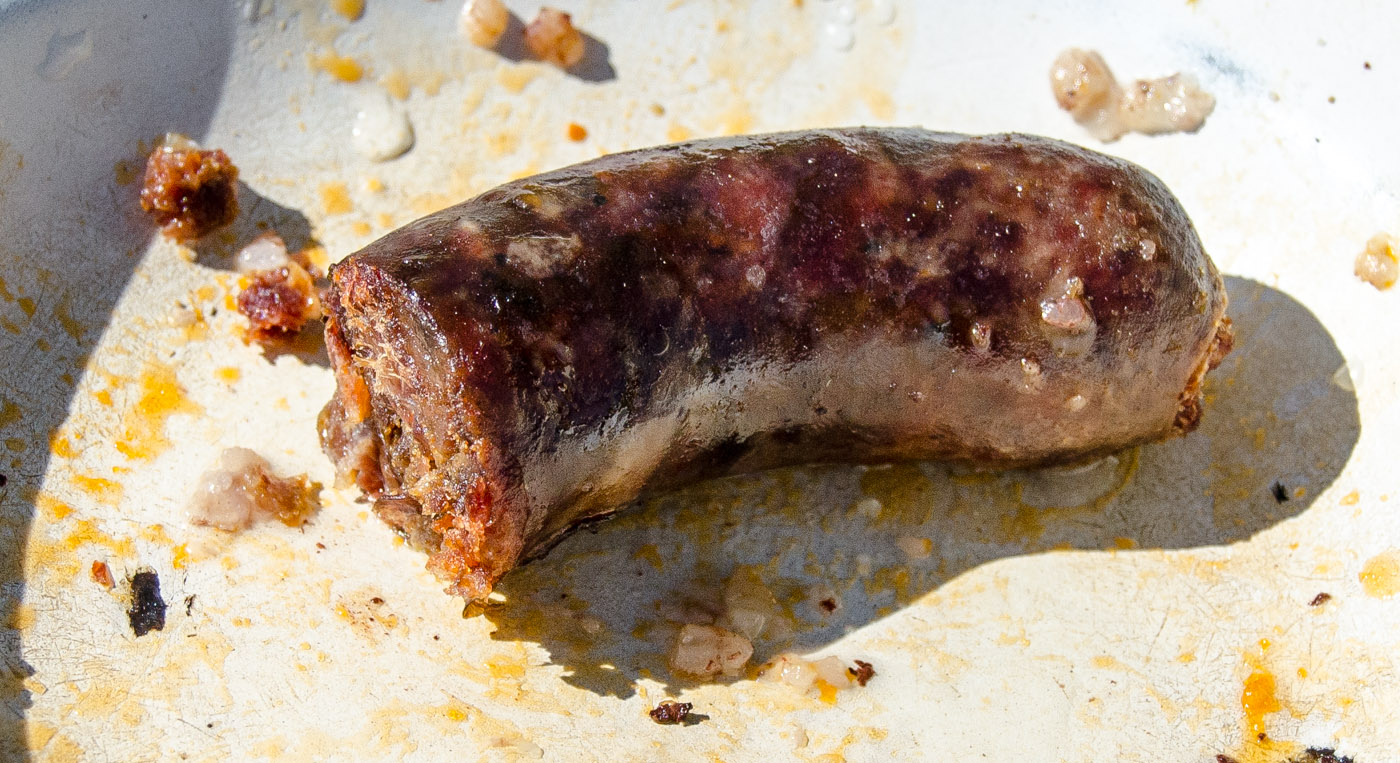
Sabadeño cocido con el corte a la vista.

## Distribución
Es común su elaboración en las matanzas del cerdo en Castilla la Vieja (España), especialmente en Burgos, La Rioja, Palencia y Valladolid'. Tiene la función de aprovechar partes de peor calidad del cerdo y conservarlas durante el año.

## Composición
Para la elaboración de los sabadeños se usa la parte más sanguinolenta y de peor calidad que sale de la matanza del cerdo.
Además de añadir a la masa para embutir más grasa que a los chorizos, se le pueden añadir trozos de estómago e intestino, pulmón, bazo, lengua, morro, carrillera y otros despojos; todo ello al gusto familiar. En los últimos años (siglo XXI) cada vez se añaden menos despojos a la mezcla en las zonas tradicionales de elaboración. Se pueden, también, añadir callos de vacuno para incorporar a los sabadeños. 
Va todo picado. El ahumado confiere cierto aroma a los sabadeños y aumenta su duración.

## Gastronomía
Es un producto muy similar al chorizo, con un color, un sabor y un aroma particulares que lo diferencian del chorizo.

Se usa principalmente para cocidos.

Se almacena separado, muchas veces con un indicativo, por ejemplo de color, con el fin de no confundirlo con el chorizo y usarlo, erróneamente, como tal.

## Similitudes
Tiene similitudes con el sabadiego de Noreña (Asturias). En la provincia de Soria y en algunos pueblos de la Mancha albaceteña (como Munera), se le conoce con el nombre de güeña. En pueblos del Poniente Granadino, como Huétor Tájar, Loja o Montefrío, es conocido como sabadeña.